# Hrubki
Hrubki (słow. Hrúbky, 1186 m n.p.m.) – szczyt górski w paśmie granicznym Bieszczadów, na granicy polsko-słowackiej.
Piesze szlaki turystyczne:
- polski  Wielka Rawka (1304 m) – Krzemieniec (1221 m) – Kamienna (1201 m) – Hrubki (1186 m) – Czerteż (1071 m) – Przełęcz pod Czerteżem (906 m) – Borsuk (991 m) – Przełęcz pod Borsukiem (954 m) – Czoło (1159 m) – Riaba Skała (1199 m)
- słowacki  Krzemieniec (1221 m) – Kamienna (1201 m) – Hrubki (1186 m) – Czerteż (1071 m) – Przełęcz pod Czerteżem (906 m) – Borsuk (991 m) – Przełęcz pod Borsukiem (954 m) – Czoło (1159 m) – Riaba Skała (1199 m)